# Gruppo di Fanis
Il Gruppo o le Dolomiti di Fanis, detto anche di Fanes (Fanesgruppe in tedesco) è un massiccio montuoso dolomitico collocato tra la provincia autonoma di Bolzano e la provincia di Belluno. Situato completamente all'interno del parco naturale Fanes - Sennes e Braies, è attraversato dal classico percorso dolomitico dell'Alta via n. 1.

## Geografia
Il gruppo è delimitato dal passo Tadega (o Ju de l'Ega), la Forcella Bois (o Forcella Col dei Bos), il passo Falzarego ed il passo di Valparola.

## Classificazione
Secondo la SOIUSA il Gruppo di Fanis è un gruppo alpino ed ha la seguente classificazione:
- Grande parte = Alpi Orientali
- Grande settore = Alpi Sud-orientali
- Sezione = Dolomiti
- Sottosezione = Dolomiti di Sesto, di Braies e d'Ampezzo
- Supergruppo = Dolomiti Orientali di Badia
- Gruppo = Gruppo di Fanis
- Codice = II/C-31.I-C.13

## Suddivisione
La SOIUSA lo suddivide in due sottogruppi:
- Nodo di Fanis (a)
- Nodo di Lagazuoi (b)

## Cime principali
- Cima Fanis di Mezzo - 2.989 m
- Cima Fanis Sud - 2.980 m
- Cima Fanis Nord - 2.969 m
- Monte Cavallo - 2.912 m
- Cima Scotoni - 2.874 m (così chiamata in onore dell'alpinista Bona Maria Scotoni)
- Grande Lagazuoi - 2.835 m
- Piccolo Lagazuoi - 2.778 m